# Luis Cabrera (Fußballspieler, I)
Luis Cabrera Cabrera war ein chilenischer Fußballspieler. Der Torwart lief in fünf Länderspielen für Chile auf.

## Karriere

### Verein
Luis Cabrera spielte mindestens 1936 beim Hauptstadtklub Audax Italiano. Mehr ist über die Vereinskarriere des Torhüters nicht bekannt.

### Nationalmannschaft
Luis Cabrera debütierte beim Campeonato Sudamericano 1937 unter Trainer Pedro Mazullo bei der 1:2-Niederlage gegen Argentinien. Er absolvierte alle fünf Turnierspiele, wurde lediglich gegen Brasilien beim Stand von 3:5 gegen Ersatztorwart Eugenio Soto nach einer Verletzung ausgewechselt. Bei der Südamerikameisterschaft gelang Chile ein 3:0-Erfolg gegen eine der weltbesten Mannschaften: Uruguay. Trotz guter Leistungen wurde Chile nur Turnierfünfter. Das 2:2-Unentschieden gegen Peru war zugleich das letzte Länderspiel für Cabrera.